# Hemipenthes celer
Hemipenthes celer är en tvåvingeart som först beskrevs av Christian Rudolph Wilhelm Wiedemann 1828.  Hemipenthes celer ingår i släktet Hemipenthes och familjen svävflugor.
Artens utbredningsområde är Kentucky. Inga underarter finns listade i Catalogue of Life.